# Strage di Segesta
La strage di Segesta avvenne nel 307 a.C., nell'ambito delle guerre greco-puniche, e vide contrapposti il siracusano Agatocle e i Segestani nonostante fossero alleati di Agatocle.

## Antefatti
Agatocle, che stava combattendo in Libia contro i Cartaginesi, nonostante le numerose vittorie, dovette rientrare in Sicilia perché i Cartaginesi, che stavano assediando Siracusa, si erano fatti sempre più pericolosi. Lasciò parte del suo esercito nelle mani del figlio, Arcagato, che sarà sconfitto da un attacco combinato di tre eserciti da parte dei Cartaginesi nel 308 a.C. circa. Agatocle, conscio del pericolo che questa sconfitta rappresentava per la buona riuscita della spedizione, non poté curarsi di inviare supporti perché doveva riconquistare città che i Siracusani, durante la sua assenza, non erano riusciti a difendere. Sistemata la situazione in Sicilia, Agatocle salpò immediatamente per la Libia dove affrontò i Cartaginesi, ma ne restò sconfitto. Fu preso come prigioniero, insieme ai suoi figli che furono uccisi. Agatocle, però, riuscì a fuggire in Sicilia col ciò che rimaneva del suo esercito e si accampò presso la città di Segesta.

## Svolgimento
La città di Segesta era un'alleata di Agatocle, per questo il siracusano richiese ai ricchi di dargli denaro per continuare le sue imprese. Molti abitanti a fronte di ciò, gli si opposero e Agatocle, per contrasto, diede grandi disgrazie alla città:
(Diodoro Siculo, XX, 71.)
Fece attaccare molti alle catapulte, lanciandoli come se fossero sassi. Costruì una macchina di torture simile al toro di Falaride: era costituito da una tavola di bronzo in cui era intagliata una figura di un essere umano, questa veniva poi scaldata sulle braci finché il condannato moriva. La vera differenza rispetto al toro era che i condannati potevano essere visti da fuori durante la loro agonia.
Le donne furono legate, praticando un foro ai malleoli, con dei catenacci; ad altre furono tagliate le mammelle; alle donne incinte furono messi massi sopra i lombi in modo che il peso facesse comprimere i feti.
Alcuni abitanti disperati incendiarono le proprie case e o si gettarono nel fuoco o si impiccarono. Così, per le pressioni di un uomo, la città fu interamente distrutta e perse il fiore degli uomini in essa presenti. I bambini e le vergini furono venduti ai Bruzi.

## Conseguenze
Agatocle cambiò il nome alla città: da Segesta fu denominata Diceopoli e la colonizzò.
Nello stesso anno, Agatocle ricevette la notizia che i suoi figli erano stati uccisi dai suoi soldati in Africa. Per questo fu preso dall'ira al solo pensiero che i generali che aveva lasciato in Africa fossero i responsabili. Allora ordinò al fratello Antandro di uccidere tutti i familiari dei generali colpevoli, causando un'ulteriore strage.